# Lledías
Lledías (en asturiano y oficialmente Lledíes) es un lugar de la parroquia del concejo de Llanes (Principado de Asturias, España).
Se encuentra a una altitud media de 45 m s. n. m. Dista unos 10 km de la capital del concejo, Llanes, y su localidad más próxima es La Vega (Posada). En el año 2008 contaba con 233 habitantes y unas 100 viviendas. Lledías pertenece a la parroquia de Posada y celebra su fiesta local, San Francisco, el día 4 de octubre. El gentilicio de los nacidos en Lledías, y de sus habitantes, es 'zurru'. En 2019 obtuvo el galardón de 'Pueblo Ejemplar de Llanes', en la tercera edición de dicho premio.